# Kiklonana arnaudi
Kiklonana arnaudi is een pissebed uit de familie Paramunnidae. De wetenschappelijke naam van de soort is voor het eerst geldig gepubliceerd in 1974 door Amar & Roman.